# Cratere New Plymouth
New Plymouth  è un cratere sulla superficie di Marte.